# كرايغ غروبر
كرايغ غروبر (بالإنجليزية: Craig Gruber)‏ هو موسيقي أمريكي، ولد في 22 يونيو 1951 في كورتلاند في الولايات المتحدة، وتوفي في 5 مايو 2015 في جاكسونفيل في الولايات المتحدة بسبب سرطان البروستاتا.

## وصلات خارجية
- كرايغ غروبر على موقع ميوزك برينز (الإنجليزية)
- كرايغ غروبر على موقع ديسكوغز (الإنجليزية)